# Савез организација за дигиталну хуманистику
Савез организација за дигиталну хуманистику (енгл. Alliance of Digital Humanities Organizations) – кровна организација основана 2005. године у циљу координисања рада њених чланица.

## Историја
Савез организација за дигиталну хуманистику формално је основан 2005. године у Викторији (Канада), када су усвојени први протоколи, али су иницијативе за оснивање започете још 2002. године у Тибингену. Првобитне чланице савеза биле су Удружење за рачунaрство и хуманистику (енгл. Association for Computers and the Humanities) и Удружење за књижевно-лингвистичко рачунарство (енгл. Association for Literary and Linguistic Computing). Савезу се 2007. године придружује Канадско удружење за дигиталну хуманистику (енгл. Canadian-based Society for Digital Humanities), а након тога и многи други.

## Рад и конференције
Савез организација за дигиталну хуманистику залаже се за континуирано истраживање дигиталне хуманистике и промовише висок стандард у овој области, уједно пружајући стручну подршку и савете заједници. Активности Савеза укључују објављивање разних часописа и књига, као и унапређивање сарадње и образовања. Такође, Савез подстиче рад свих чланица, као и младих истраживача тако што пружа подршку и спроводи обуку у настави везаној за уметничке и хуманистичке дисциплине.
Чланице Савеза окупљају стручњаке, истраживаче и наставнике у области рачунарства и дигиталне хуманистике који предњаче у областима везаним за текстуалну анализу, дигиталне библиотеке, е-публикације, кодирање докумената, текстуалне студије, студије нових медија и мултимедија, проширену стварност, интерактивне игре итд.
Савез је одговоран за организовање и одржавање Конференције дигиталне хуманистике (енгл. Digital Humanities conference) која се одржава на годишњем нивоу још од 1989.

## Награде
У оквиру Савеза постоји Комисија за награде која додељује признања за изузетан научни допринос у дигиталној хуманистици.
- Награда Роберто Буса (енгл. Roberto Busa Prize) за животно/каријерно достигнуће.
- Награда Антонио Замполи (енгл. Antonio Zampolli Prize) за посебан пројекат или достигнуће.
- Награда стипендија за конференцију (енгл. Conference Bursary Awards) као помоћ студентима или младим научницима да излажу на конференцији.
- Награда Пол Фортијер (енгл. Paul Fortier Prize) за најбољи рад младих научника на конференцији.
- Награда Лена Опаз-Ханијен (енгл. Lisa Lena Opas-Hänninen Young Scholar Prize) – признање за младе научнике који су на значајан начин допринели стипендирању на хуманистичкој конференцији користећи дигиталну технологију.[4]

## Чланице
- Европско удружење за дигиталну хуманистику
- Удружење за рачунaрство и хуманистику
- Канадско удружење за дигиталну хуманистику
- енгл. ;
- Аустралазијско удружење за дигиталну хуманистику
- Јапанско удружење за дигиталну хуманистику
- Хуманистика, Удружење за дигиталну хуманистику на француском говорном подручју;
- Удружење за дигиталну хуманистику Јужне Африке (енгл. Digital Humanities Association of Southern Africa — DHASA);
- Тајванско удружење за дигиталну хуманистику
- Мрежа за дигиталну хуманистику (шп. Red de Humanidades Digitales — RedHD);
- Удружење за дигиталну хуманистику на немачком говорном подручју;
- Савез дигиталних хуманистичких наука за иновације у истраживању и настави (енгл. Digital Humanities Alliance for Research and Teaching Innovations — DHARTI);
- Корејско удружење за дигиталну хуманистику (кореј. 한국디지털인문학협의회 — енгл. Korean Association for Digital Humanities — KADH).[2]